# تأثير التأطير

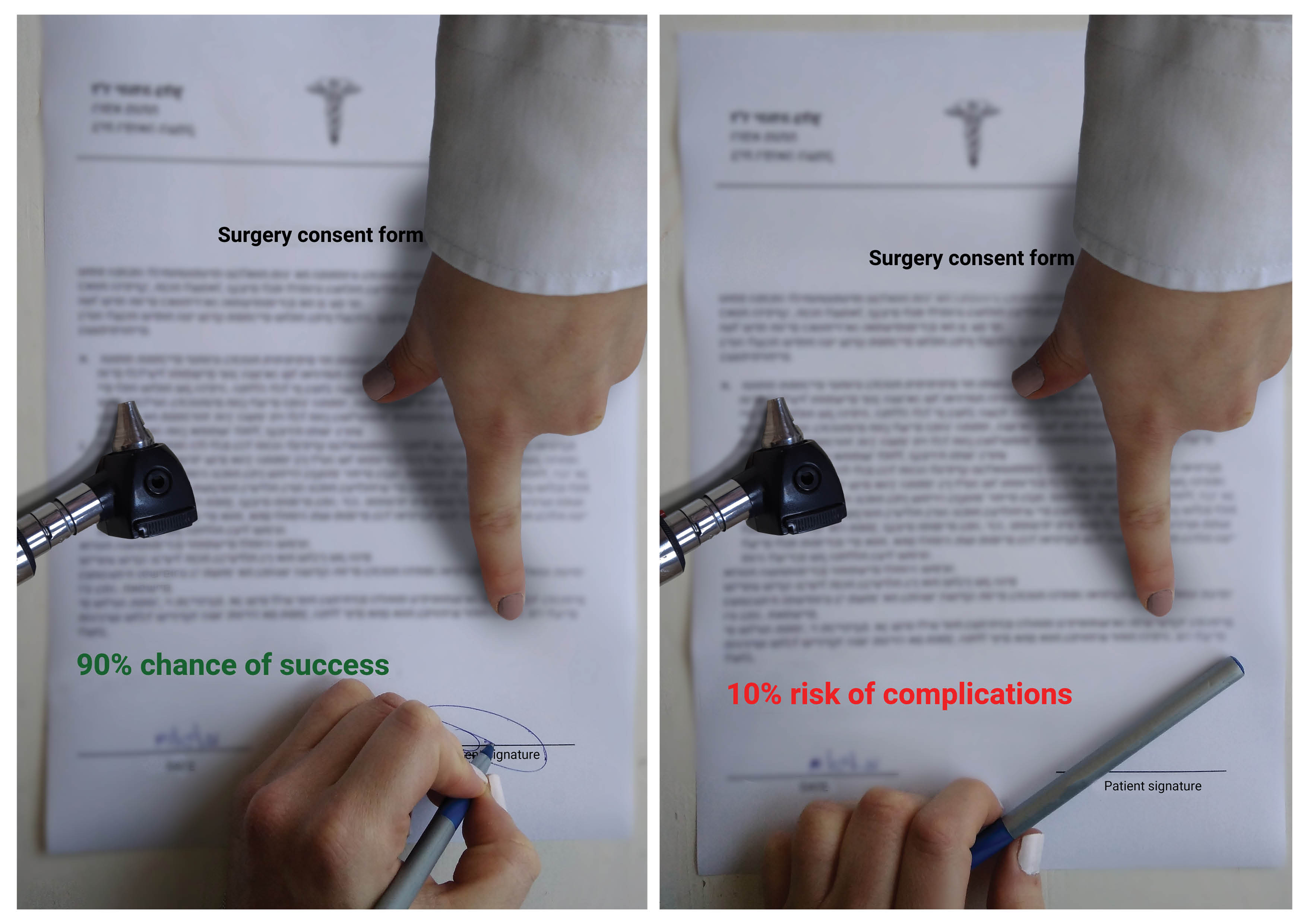

تأثير التأطير هو عندما يَعْلَقْ الناس في طريقة واحدة للنظر الى المشكلة و يركزون فقط على المعلومات التي تدعم هذا الرأي بينما يتجاهلون الأدلة التي لا تتناسب معه. حيث يتفاعل الناس مع خيار معين بطرق مختلفة اعتمادا على كيفية عرض هذا الخيار؛ مثلا خاسرة أو كاسبة. يميل الناس إلى تجنب المخاطر عندما يُعرض إطار إيجابي ولكن يسعون إلى المخاطر عند عرض إطار سلبي. يعرّف الربح والخسارة في السيناريو بأنه وصف للنتائج (مثل الأرواح المفقودة أو المحفوظة، والمرضى الذين يعالجون والذين لا يعالجون، والأرواح التي تُنقذ وتُفقد أثناء الحوادث، وما إلى ذلك).
وتظهر نظرية التوقعات أن الخسارة أكثر أهمية من الكسب المكافئ، وأن كسبا مؤكدا (تأثير اليقين وتأثير اليقين الزائف) يفضل على كسب احتمالي، و أن الخسارة الاحتمالية مفضلة على الخسارة المؤكدة . ومن أخطار تأثير التأطير أن الناس غالبا ما يزودون بخيارات في سياق واحد فقط من إطارين.
يساعد هذا المفهوم على تطوير فهم لتحليل الإطار داخل الحركات الاجتماعية، وكذلك في تكوين الرأي السياسي حيث يلعب دوراً كبيراً في استطلاعات الرأي السياسي التي تُشكل لتشجيع استجابة مفيدة للمنظمة التي كلفت الاستطلاع. وقد أشير إلى أن استخدام هذه التقنية يؤدي إلى التشكيك في استطلاعات الرأي السياسية نفسها. يُقلل التأثير، أو حتى القضاء عليه، إذا أتيحت معلومات موثوقة وافرة للناس.

## العوامل التنموية
قد ثبت أن تأثير التأطير كان على الدوام هو واحد من أقوى التحيزات في صنع القرار. قابلية تأثير التأطير يزيد مع التقدم في السن عمومًا. إن عوامل اختلاف العمر مهمة خصوصًا عند النظر في الرعاية الصحية و القرارات المالية. ومع ذلك، يبدو تأثير التأطير يضمحل عند مواجهته في لغة ثانية. أحد التفسيرات لهذا التراجع هو أن اللغة الثانية توفر مسافة معرفية وعاطفية أكبر من اللغة الأم. تُعالج اللغة الأجنبية أيضا أقل تلقائيةً من اللغة الأم. وهذا يؤدي إلى المزيد من التأنِ، الذي من شأنه أن يؤثر على صنع القرار، مما يؤدي إلى قرارات أكثر منهجية.

### الطفولة والمراهقة
يصبح تأثير التأطير في صنع القرار أقوى مع تقدم الأطفال في السن. ويرجع ذلك جزئيا إلى زيادة التفكير النوعي مع التقدم في السن. في حين أن الأطفال في مرحلة ما قبل المدرسة هم أكثر عرضة لاتخاذ القرارات على أساس الخصائص الكمية، مثل احتمالية نتيجة ما، يصبح طلاب المدارس الابتدائية والمراهقين تدريجيا أكثر ميلاً للتفكير النوعي، واختيار خيار مؤكد في إطار ربح وخيار مجازف في إطار الخسارة بغض النظر عن الاحتمالات. وتتعلق الزيادة في التفكير النوعي بزيادة التفكير «القائم على أساس» الذي يحدث على مدى العمر.
ومع ذلك، فإن التفكير النوعي، وبالتالي قابلية تأثير التأطير، لا يزال غير قوي في المراهقين كما هو الحال في البالغين، والمراهقين هم أكثر عرضة من البالغين لاختيار الخيار المحفوف بالمخاطر في إطاري الربح والخسارة في سيناريو معين. أحد التفسيرات لميول المراهقين نحو الخيارات الخطرة هو أنهم يفتقرون إلى الخبرة في العالم الحقيقي مع العواقب السلبية، وبالتالي الإفراط في الاعتماد على التقييم الواعي للمخاطر والمنافع، مع التركيز على معلومات محددة وتفاصيل أو تحليل كمي. هذا يقلل من تأثير التأطير ويؤدي إلى مزيد من الاتساق عبر إطارات سيناريو معين. 

### البالغين الصغار
البالغين الصغار يكون من المرجح أنهم أكثر عرضة للإغراء من البالغين الكبار بأخذ المجازفة عندما يقدمون على تجارب في إطار الخسارة
في دراسات متعددة من طلاب المرحلة الجامعية، وجد الباحثون أن الطلاب هم أكثر عرضة لتفضيل الخيارات المؤطرة إيجابيًا. على سبيل المثال، هم أكثر عرضة للاستمتاع باللحوم التي وصفت باللحوم 75٪ خالية من الدهون، بدلا من اللحوم التي تحتوى على 25٪ من الدهون.
ويتعرض الشباب خصوصًا لتأثيرات التأطير عند تقديمهم لمشكلة غير محددة المعالم لا توجد فيها إجابة صحيحة ويجب على الأفراد أن يحددوا اعتباطيًا المعلومات التي يعتبرونها ذات صلة. على سبيل المثال، طلاب المرحلة الجامعية هم أكثر استعدادا لشراء منتج مثل تذكرة فيلم بعد فقدان مبلغ يعادل تكلفة التذكرة، من أن يشتروا بعد فقدان هذا التذكرة نفسها.

### البالغين الكبار
تأثير التأطير أكبر في البالغين الأكبر سنا منه في البالغين الأصغر سنا أو المراهقين. قد يكون هذا نتيجة لزيادة التحيز السلبي، على الرغم من أن بعض المصادر تدعي أن التحيز السلبي في الواقع ينخفض مع التقدم في السن. وهناك سبب آخر محتمل يتمثل في أن كبار السن لديهم موارد إدراكية أقل متاحة لهم، وهم أكثر عرضة للتوجه إلى الاستراتيجيات التي تتطلب الإدراك الأقل عندما يواجهون قرارا. وهيم يميلون إلى الاعتماد على معلومات يسهل الوصول إليها، أو إطارات، بغض النظر عما إذا كانت تلك المعلومات ذات صلة باتخاذ القرار المعني. وقد أظهرت العديد من الدراسات أن البالغين الأصغر سنا سوف يتخذون قرارات أقل انحيازاً من كبار السن لأنهم يبنون خياراتهم على تفسيرات أنماط الأحداث، ويمكن أن يطبقون استراتيجيات صنع القرار التي تتطلب موارد معرفية مثل مهارات الذاكرة العاملة تطبيقًا أفضل. ومن ناحية أخرى، يقوم كبار السن باختيار الخيارات بناء على ردود فعل فورية على المكاسب والخسائر.
وقد يتسبب نقص البالغين الكبار في الموارد المعرفية، مثل المرونة في استراتيجيات صنع القرار، في أن يتأثر كبار السن بأطر عاطفية أكثر من البالغين الأصغر سنا أو المراهقين. وبالإضافة إلى ذلك، مع تقدم الأفراد بالعمر، سوف يتخذون القرارات بسرعة أكبر من نظرائهم الأصغر سنا. ومن المهم أن يقوم كبار السن، عندما يتطلب منهم ذلك، باتخاذ قرار أقل انحيازا مع إعادة تقييم خيارهم الأصلي.
ولزيادة تأثيرات التأطير بين كبار السن آثار هامة، لا سيما في السياقات الطبية. يتأثر كبار السن كثيرًا بإدراج أو استبعاد التفاصيل الخارجية، بمعنى أنهم من المحتمل أن يتخذوا قرارات طبية خطيرة بناء على الطريقة التي يضع بها الأطباء الخيارين بدلا من الاختلافات النوعية بين الخيارات، مما يجعل كبار السن يشكلون خياراتهم تشكيلًا غير سليم.